# Julius Korir
Julius Korir, né le 21 avril 1960 à Nandi, est un athlète kényan, pratiquant le 3 000 m steeple.

## Biographie
Apparu sur la scène internationale à l'occasion des Jeux du Commonwealth de Brisbane, en Australie, compétition au cours de laquelle il remporte la médaille d'or du 3 000 mètres steeple, il effectue une excellente saison suivante, mais ne termine qu'à la 7e de la compétition majeure de l'année, les Championnats du monde 1983 à Helsinki, dont le steeple est remporté par l'Allemand Patriz Ilg.
Lors des Jeux olympiques de 1984 à Los Angeles, il accélère à 300 mètres de l'arrivée, puis de nouveau au passage de la rivière à 120 mètres, surprenant ainsi le Français Joseph Mahmoud qui était au marquage de l'Américain Henry Marsh. Le Kényan remporte la course en 8 min 11 s 80.
Il ne réapparait pas la saison suivante en raison de blessure. Il continue ensuite la compétition durant quelques années, mais il ne représentera plus les couleurs du Kenya lors des grandes compétitions internationales, compétitions auxquelles il ne participera donc pas.
Toutefois, en 1990, il participe aux Championnats du monde de cross-country d'Aix-les-Bains où il termine à la troisième place du cross long, remportant de surcroit la médaille d'or par équipe.

## Palmarès

### Jeux olympiques d'été
- Médaille d'or aux Jeux olympiques de 1984 à Los Angeles,  États-Unis

### Championnat du monde
- 7e du Championnat du monde 1983 à Helsinki,  Finlande

### Jeux du Commonwealth
- Médaille d'or des Jeux du Commonwealth de 1982 à Brisbane,  Australie

### Championnats du monde de cross-country
- Médaille d'or par équipe du Championnats du monde de cross-country IAAF 1990 à Aix-les-Bains
- Médaille de bronze du cross long du Championnats du monde de cross-country IAAF 1990

## Vie privée
En 2017, la fille de Korir, 30 ans au moment des faits, est assassinée par un ressortissant américain à Reconvilier, en Suisse. Korir déclare notamment: « J'aimerais savoir pourquoi il est venu d'Amérique pour tuer ma fille ».